# Soledad Cabezón Ruiz
Soledad Cabezón Ruiz, née le 1er septembre 1973 à Albaida del Aljarafe, dans la province andalouse de Séville, est une femme politique espagnole.

## Biographie
Parallèlement à sa carrière politique, Soledad Cabezón effectue un parcours dans le domaine médical. Licenciée en médecine et chirurgie, elle détient un master en droit de la santé. Exerçant le métier de cardiologue, elle est par ailleurs spécialisée en direction d'institutions sociales. Elle a travaillé plusieurs années à l'hôpital du Rocío à Séville, avant d'abandonner ses fonctions à la suite des élections législatives de 2008.
Mariée, elle est mère de deux enfants.

## Vie politique
Issue d'une famille fortement marquée à gauche (son grand-père, républicain, fut arrêté par les troupes franquistes, puis condamné aux travaux forcés), Soledad Cabezón Ruiz est membre du Parti socialiste ouvrier espagnol, et maire de la ville d'Albaida del Aljarafe, dans la banlieue ouest de Séville. Elle a été élue à ce poste en 2003, après avoir vaincu le PP, bien établi depuis plus de vingt ans, et a été reconduite dans ses fonctions, à la suite des élections de 2007. Elle occupe d'autre part le poste de secrétaire aux politiques d'égalité au sein du comité exécutif fédéral du parti. À ce poste, elle s'emploie particulièrement à promouvoir la lutte contre la violence conjugale, un des axes de la campagne du PSOE en 2004 et 2008.
Soledad Cabezón est élue en 2008 au Congrès des députés, en représentation de la province de Séville. Elle siège dans diverses commissions à titres permanent ou non : Économie et Finances, Santé et Consommation, Recherche et Innovation, Politiques d'intégration du handicap. Elle est première secrétaire de la commission des Administrations publiques, et participe aux travaux de deux sous-commissions : sous-commission de l'application de la législation sur l'IVG et sous-commission pour l'étude de la loi intégrale contre la violence conjugale.

## Députée européenne
Soledad Cabezón Ruiz est élue au Parlement européen lors des élections européennes de 2014.